# Zygothrica dissimulata
Zygothrica dissimulata är en tvåvingeart som beskrevs av David Grimaldi 1987. Zygothrica dissimulata ingår i släktet Zygothrica och familjen daggflugor.
Artens utbredningsområde är Ecuador. Inga underarter finns listade i Catalogue of Life.